# Waterijsvogels
De waterijsvogels (Cerylinae) vormen een van de drie onderfamilies van ijsvogels (Alcedinidae). Alle zes de Amerikaanse ijsvogelsoorten zijn onderdeel van deze onderfamilie. 
Alle soorten van de onderfamilie zijn gespecialiseerd in het eten van vis, in tegenstelling tot vele soorten uit de andere twee onderfamilies. Waarschijnlijk stammen ze allemaal af van vis-etende ijsvogels die populaties stichtten in de Nieuwe Wereld. Eerst werd er gedacht dat de hele groep evolueerde in Amerika, maar dit blijkt niet waar te zijn. De oorspronkelijke voorouder is mogelijk in Afrika geëvolueerd (in ieder geval in de Oude Wereld) en de soorten van het geslacht Chloroceryle zijn de jongste soorten. 
Bewijs uit moleculair fylogenetische studies suggereert dat de Cerylinae hun oorsprong hebben in Azië en de Nieuwe Wereld twee keer hebben gekoloniseerd: de eerste keer was ongeveer 8 miljoen jaar geleden door de Chloroceryle en de tweede keer was ongeveer 1,9 miljoen jaar geleden door de gemeenschappelijke voorouder van de Amerikaanse reuzenijsvogel en de bandijsvogel in het geslacht Megaceryle.
De soorten van de onderfamilie komen voor in zowel de Oude als de Nieuwe Wereld. De groene ijsvogels, de bandijsvogel en de Amerikaanse reuzenijsvogel zijn de enige ijsvogelsoorten uit Amerika. De andere soorten komen voor in Afrika en Azië.
De onderfamilie omvat de volgende geslachten en soorten:  
- Ceryle – Bonte ijsvogel
  - Ceryle rudis – Bonte ijsvogel
- Chloroceryle – Groene ijsvogels
  - Chloroceryle aenea – Groene dwergijsvogel
  - Chloroceryle amazona – Amazoneijsvogel
  - Chloroceryle americana – Groene ijsvogel
  - Chloroceryle inda – Groen-bruine ijsvogel
- Megaceryle – Reuzenijsvogels
  - Megaceryle alcyon – Bandijsvogel
  - Megaceryle lugubris – Chinese reuzenijsvogel
  - Megaceryle maxima – Afrikaanse reuzenijsvogel
  - Megaceryle torquata – Amerikaanse reuzenijsvogel